# ناوچه آب‌خاکی تانک
ناوچه آب‌خاکی تانک (به انگلیسی: Landing craft tank) یک کشتی است که طول آن  ۱۵۲ فوت (۴۶ متر) می‌باشد.